# Samołuskowce
Samołuskowce (ukr. Самолусківці) – wieś na Ukrainie, w rejonie czortkowskim obwodu tarnopolskiego, w hromadzie Husiatyn.
W II Rzeczypospolitej wieś w powiecie kopyczynieckim województwa tarnopolskiego. W latach 1943–1945 nacjonaliści ukraińscy z OUN-UPA zamordowali tutaj 11 Polaków.
Do 2020 roku część rejonu husiatyńskiego, od 2020 – czortkowskiego.